# AVROTROS
AVROTROS è un'organizzazione pubblica radiotelevisiva nederlandese facente parte della Nederlandse Publieke Omroep (NPO). È nata il 1º gennaio 2014 dalla fusione delle organizzazioni AVRO (fondata nel 1923) e TROS (fondata nel 1964).

## Storia
Nel 2012 fu annunciato che a causa di tagli imposti dal governo alla Nederlandse Publieke Omroep sarebbe stato necessario rivedere la composizione dell'organizzazione. Perciò si decise di fondere l'emittente AVRO, fondata nel 1927, e TROS, nata nel 1964, entro il 1º gennaio 2013.
La fusione fu completata il 1º gennaio 2014 e nel corso di quell'anno la neonata emittente si trasferì nel rinnovato Wereldomroepgebouw di Hilversum.